# Centruroides pallidiceps
Espèce
Synonymes
- Centruroides elegans pallidiceps Pocock, 1902

Centruroides pallidiceps est une espèce de scorpions de la famille des Buthidae.

## Distribution
Cette espèce est endémique du Mexique. Elle se rencontre au Sinaloa et au Sonora.

## Description
La femelle holotype mesure 54 mm.

## Systématique et taxinomie
Cette espèce a été décrite sous le protonyme Centruroides elegans pallidiceps par Pocock en 1902. Elle est élevée au rang d'espèce par Hoffmann en 1932.

## Publication originale
- Pocock, 1902 : « Arachnida. Scorpiones, Pedipalpi, and Solifugae. » Biologia Centrali-Americana, vol. 9, p. 1-71 (texte intégral).